# Objaw Gordona
Objaw Gordona – opisany przez Alfreda Gordona objaw świadczący o organicznym uszkodzeniu ośrodkowego neuronu ruchowego (układy piramidowego).
Gdy podczas uciśnięcia mięśni głębokich łydki następuje wyprostowanie palucha z ewentualnym zgięciem palców stopy, to objaw Gordona jest dodatni. Aczkolwiek jest on uważany za mniej przydatny diagnostycznie niż objaw Babińskiego, to jednak ma zastosowanie, gdy pacjent jest w stanie świadomie powstrzymać odruch Babińskiego.